# Culo (juego de naipes)

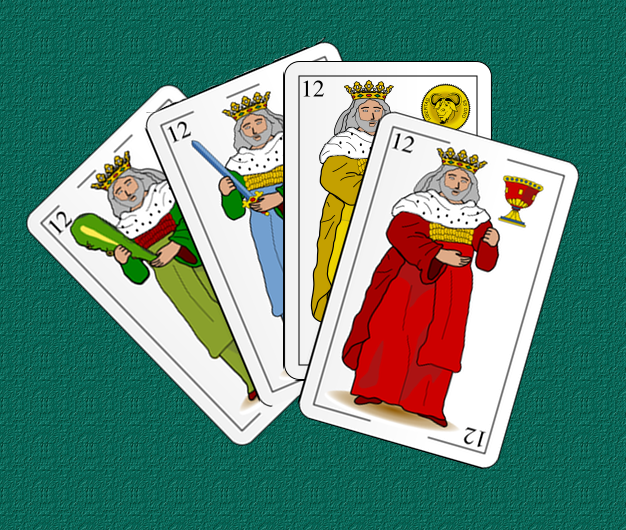
Cuatro reyes de la baraja española

El culo, también llamado presidente, es un juego de naipes al que se juega tradicionalmente con una baraja española completa o con una baraja inglesa. Si participan pocas personas, también se puede jugar quitándole todos los ochos y nueves.
En principio, pueden jugar un mínimo de 2 personas.
Si hay muchos participantes, se pueden mezclar dos o más barajas del mismo tipo. Otra variante se juega con baraja francesa. En distintas zonas de España, el reglamento del juego tiene ligeras variantes. 

## Mecánica de juego básica

Siempre el comodín será del palo de oros

### Valor de las cartas
De mayor a menor es:
- 1
- 12 (rey)
- 11 (caballo)
- 10 (sota)
- 9 (en caso de que existiese en la baraja)
- 8 (en caso de que existiese en la baraja)
- 7
- 6
- 5
- 4
- 3
- 2

La carta de máximo valor (los ases) son capaces de «matar» cualquier cosa, ya sean cartas individuales, parejas, tríos o cuartetos.

### Desarrollo
1. Se reparte toda la baraja (o las dos barajas, dado el caso) entre todos los jugadores.
2. El jugador que posea la carta de máximo valor (el dos de oro o el as de oros, según la variante que se haya elegido), o de menor valor (el 3 de oros o el 2 de oros, según variante) según las reglas elegidas, comienza la mano.
  - En el resto de las rondas, en cambio, empezará a jugar el jugador que sea «culo».
3. Este primer jugador que «sale» empieza «lanzando» (poniendo sobre la mesa de manera que se vean los valores) la o las cartas que desee (siempre que tengan el mismo número; por ejemplo, puede lanzar un trío de sietes: 7 de espadas, de copa y de basto). Puede lanzar parejas, tríos o cuartetos de cartas de un mismo número.
  - El primer jugador que tire más de una carta en esa mano marcará la tendencia (ya que todos los siguientes jugadores tendrán que echar la misma cantidad de cartas que ese primero).
  - No conviene lanzar la carta de máximo valor, ya que se la puede necesitar en alguna siguiente ronda.
4. Se continúa la mano en la dirección de las agujas del reloj.
5. El segundo jugador tiene dos opciones:
  - «Pasar» su turno al siguiente jugador. Que podrá tirar lanzar carta una vez esa ronda haya terminado.
  - «Lanzar» una o varias cartas: el jugador deberá apoyar en la mesa una carta de valor superior o igual a la carta que está en la mesa (no importa de qué palo sea). Si en la mesa hay una pareja de cartas, deberá lanzar una pareja de un valor superior o igual, lo mismo con los tríos o con los cuartetos. Solo se puede responder a lo que está en la mesa con la misma cantidad de cartas. Es decir si un jugador lanza una carta, se deberá responder con una sola carta de valor superior.
6. El tercer jugador deberá echar una carta siempre mayor a la que hay en la mesa, o pasar turno si lo prefiere.
7. Una vez que todos los jugadores hayan decidido "pasar" el último que haya lanzado carta puede decidir:
  - Seguir "lanzando" aumentando el valor de las cartas en la mesa.
  - "Cerrar" y volver a lanzar otra carta o combinación con diferente valor.
8. Se sigue "cerrando" hasta que un jugador se descarta totalmente, este jugador es el ganador y recibe el mote de "Presidente".
9. Una vez todos los jugadores se han descartado menos uno, sé nombre el perdedor con el mote "Culo".

### Sobre partidas sucesivas
- El primer jugador que se queda sin cartas es nombrado «presidente» y el perdedor es nombrado «culo». Si hay más de cuatro personas el segundo jugador será «vicepresidente» y el penúltimo «vice-culo», siendo los demás «neutros o nulos».
- En la siguiente ronda, empezará el jugador que quedó de «culo».
- En la próxima mano que se juegue, el jugador ganador (rey o presidente, según la zona de España) recibirá la mejor carta de la cola, a excepción de los doses.(o las dos mejores, de acuerdo a la variante). Si hay «vicepresi» y «vice-culo» éstos se intercambiarán también una carta.
- La cola en respuesta recibirá del ganador las dos cartas que desee y vea conveniente (no tienen por qué ser las peores cartas).
- Así se sigue hasta que se decida terminar el juego.

### Otras reglas
- Al lanzar una carta de valor igual al jugador anterior se saltará al siguiente (se puede llamar "plin[1]").
  - Por ejemplo: En un grupo de 5 jugadores si el jugador 2 lanza una carta o cartas de igual valor a las lanzadas por el jugador 1, el jugador 3 no podrá jugar y se pasará al jugador 4.
- Lanzar un dos (o as dependiendo de las reglas elegidas) funciona como un "semi-comodín" que no puede ser superado por otro dos del jugador siguiente a no ser que sea el de oros que es el comodín per se.
- Un jugador puede acabar lanzando el comodín (dos o as de oros).
- Los doses en vez de funcionar como carta de mayor valor pueden tener una función de comodín para combinarse con otras cartas y así hacer parejas, tríos o cuartetos cuando no se disponga de ellos.[2]
- En caso de saltar a tu oponente y nadie más a su continuación pueda superar las cartas usadas, el lanzador inicial tendrá que decidir si seguir con la combinación o cerrar e iniciar una nueva.

## Puntuación
Si se interesa contabilizar quién gana después de todas las rondas se tomará el siguiente sistema de puntuación.
- Presidente (Ganador):2 cartas
- Vicepresidente (segundo puesto): 1 carta
- Nulo / Neutral:0
- Viceculo: -1
- Culo: -2

## Culo manchado (Valor de las cartas)
1,3,12,11,10,9*,8*,7,6,5,4,2

## Otra versión del culo (noroeste de España)
- Se juega con baraja española completa; pero
  - Si juegan pocas personas también se puede jugar la baraja española sin el 8 y el 9
  - Se puede jugar también con baraja francesa.
- El orden de valor de las cartas (de mayor a menor) es:
  - 2 de oros
  - 2 (de basto, de espadas y de copas)
  - As
  - 12 (rey)
  - 11 (caballo)
  - 10 (sota)
  - 7
  - 6
  - 5
  - 4
  - 3
- Las cartas se pueden echar de manera individual, parejas, tríos o cuartetos siempre y cuando estas cartas coincidan en número es decir se podrán echar dos 4 pero no un 4 y un 7 juntos. El primero que tira en esa mano es el que marca la tendencia.
- Siempre hay que superar no se puede igualar pero sí pasar por ejemplo: En la mesa salen dos cuatros pero el siguiente jugador la única pareja que tiene son dos caballos y decide pasar ya que librarse de cartas altas es más fácil que de las bajas.
- Si todo el mundo pasa el último que haya echado la/s carta/s más altas sale o empieza, por ejemplo: Hay un tres encima de la mesa, el siguiente jugador echa un siete y el siguiente un rey y todo el mundo pasa pues el que ha echado el rey puede salir con la carta que más le convenga a excepción de un as.
- Los ases solo se pueden jugar cuando hay cartas en la mesa, nunca solos, y siempre de uno en uno. Los ases cortan cualquier jugada, es decir: si hay tres caballos sobre la mesa y un jugador echa un as, automáticamente el jugador que ha echado el as sale. La última carta con la que te quedes no puede ser un as de ser así inmediatamente pasas a ser culo.
- El que se queda primero sin cartas, el «presi» (presidente), cambia sus dos cartas peores (o las que quiera) por las dos mejores del culo (el jugador que ha perdido). El que queda segundo, «vicepresi», recibe la mejor carta del que queda penúltimo, «culo» y éste recibe la peor carta del «vicepresi» o la que más le convenga. El resto de los jugadores serán medios o neutros y no cambiarán sus cartas con nadie. Los cambios se hacen antes de que empiece la partida. En cada partida se juegan los puestos pero el que queda primero tendrá bastantes posibilidades de volver a quedar primero.
- El culo reparte, sale y se le puede insultar. En juego extremo además se puede darle «chopitos» (golpes con la palma) en la frente.

## Cola (sur España) (variante del uno)
Sigue el mismo reglamento que la cola, salvo algunas excepciones:
- Empieza a jugar el que tenga el 3 de oros.

- El valor de las cartas —de mayor a menor— es:
  - 1 (As)
  - 3
  - 12 (rey)
  - 11 (caballo)
  - 10 (sota)
  - 8
  - 7
  - 6
  - 5
  - 4
  - 2
- A la hora de lanzar cartas, también se permite igualar lo que está en mesa.
- Si un jugador iguala, hay que saltar el turno del siguiente jugador.
  - El 2 de oros supera todas las jugadas, aunque sean parejas o tríos.
  - Si se tienen 4 cartas del mismo número, se descartan y no se juegan.
  - Además del "presidente" y de la "cola", el segundo ganador será el "vicepresidente" y el penúltimo en descartarse de sus cartas será la "semicola o vicecola". La cola tendrá que entregarle sus dos mejores cartas al presidente, y la vicecola tendrá que darle su mejor carta al vicepresidente.

Nota: En ciertos sitios en vez de descartar, se hace "revolución", lo que invierte todos los valores de las cartas, siendo la más valiosa el 3...

## Cola (Zona mediterránea) (variante del uno)
- El valor de las cartas —de mayor a menor— es:
  - 2 de Oros
  - 2 (Bastos, espadas, copas)
  - As
  - 12
  - 11
  - 10
  - 9
  - 8
  - 7
  - 6
  - 5
  - 4
  - 3

- A la hora de lanzar cartas, también se permite igualar lo que está en mesa.
- Si un jugador iguala, hay que saltar el turno del siguiente jugador.
  - El 2 de oros supera todas las jugadas, aunque sean parejas o tríos.
  - Además del "presidente" y de la "cola", el segundo ganador será el "vicepresidente" y el penúltimo en descartarse de sus cartas será la "semicola o vicecola". La cola tendrá que entregarle sus dos mejores cartas al presidente, y la vicecola tendrá que darle su mejor carta al vicepresidente.

Nota: En ciertos sitios en vez de descartar, se hace "revolución", lo que invierte todos los valores de las cartas.

## Cartas (en Canarias)
- Empieza jugando el que tenga el 2 de bastos (si se continúa jugando después de la primera partida, empieza "culo").
- El valor de las cartas, de mayor a menor es:
  - 1 (as)
  - 12 (rey)
  - 11 (caballo)
  - 10 (sota)
  - 9 (se puede omitir según la baraja)
  - 8 (se puede omitir según la baraja)
  - 7
  - 6
  - 5
  - 4
  - 3
  - 2

- Los cuartetos de cartas que se tengan se descartan en la primera ronda (excepto los cuartetos de 1).
- Se pueden tirar tríos, parejas o la carta individual.
- El primero que se despeje de todas las cartas que dará como "presi", el segundo como "vicepresi" y el penúltimo y el último como "viceculo" y "culo" respectivamente. Todos los demás quedarán "neutros".
- El presi le tendrá que dar sus dos peores cartas al culo y éste sus dos mejores cartas al presi. En el caso del vicepresi le tendrá que dar su peor carta al viceculo mientras éste le da su mejor carta. Los neutros se quedan con las cartas que tienen de un principio.
- Otra forma de quedar culo es cuando la última carta que te queda es un uno, siempre se deberá echar antes de terminar.

## Uno Master
Es un juego de Uno en el que hay un tiempo por turno, si se le acaba el tiempo deberá cargar dos cartas.
- 0:04: Cada jugador tendrá para jugar exclusivamente cuatro segundos.
- 0:06: Cada jugador tendrá para jugar seis segundos.
- 0:08: Cada jugador tendrá para jugar ocho segundos.

En este juego, el sitio donde se colocan las cartas es un aparato electrónico que tiene batería y es el que indica cuando se acaba el tiempo de juego; el que llega a 500 puntos o más vence.